# Aralia scopulorum
Aralia scopulorum là một loài thực vật có hoa trong Họ Cuồng. Loài này được Brandegee mô tả khoa học đầu tiên năm 1889.